# Boca Livre
Boca Livre é um grupo musical brasileiro de MPB, formado em 1978.
Com seu estilo refinado, o Boca Livre se destaca por suas composições e também pelas versões de músicas de outros compositores. Seus arranjos instrumentais e, principalmente, vocais fogem da métrica convencional utilizada por outros grupos, através do uso de acordes vocais dissonantes e revezamentos nos solos. Fizeram turnês nos EUA e na Europa e parcerias com nomes como Milton Nascimento, Edu Lobo e Tom Jobim. Seu estilo já foi comparado ao grupo francês Gipsy Kings, criado no final dos anos 70. Apesar de ser um grupo com repertório, arranjos e expressividade muito originais, seus membros reconhecem suas influências musicais, como a da bossa nova.

## História
O grupo vocal e instrumental formado em 1978 por Maurício Maestro (contrabaixo e vocal), Zé Renato (violão e vocal), Cláudio Nucci (violão e vocal) e David Tygel (viola 10 cordas e vocal) participou, naquele ano, do disco "Camaleão", de Edu Lobo, excursionando com o compositor através do Projeto Pixinguinha. 
Seu nome provavelmente guarda relação com a frase inpiradora "Boca Livre Para Cantar".
O grupo se tornou rapidamente conhecido, sobretudo dentre as faixas mais jovens, e se manteve em temporadas longas e muito concorridas no Rio de Janeiro,  como no importante Teatro Ipanema. Em 1979, lançou de forma independente o LP Boca Livre, que ultrapassou a vendagem de cem mil cópias, um marco inédito na música independente daquela época, com destaque para as canções "Toada" (Zé Renato, Claudio Nucci e Juca Filho) e "Quem tem a viola" (Zé Renato, Claudio Nucci e Xico Chaves). 
Participou, em 1980, do "Show do Primeiro de Maio", realizado no Riocentro (RJ). 
Em junho de 1980, Claudio Nucci desligou-se do conjunto, sendo substituído por Lourenço Baeta. Com essa nova formação, o grupo gravou "Bicicleta" (1980), LP independente que contou com as participações especiais de Tom Jobim e Naná Vasconcelos, lançou o Lp Folia (PolyGram,1982) e Boca Livre (PolyGram, 1983) de primeira música romantica do grande clássico " Panis Et Circenses" com Gilberto Gil e Caetano Veloso. 
Em 1989, o quarteto lançou pela Som Livre o LP "Boca Livre em concerto", gravado ao vivo durante temporada no Canecão (RJ). 
Em 1992, David Tygel desligou-se do conjunto, sendo substituído por Fernando Gama. Nesse ano, o quarteto lançou "Dançando pelas sombras", pela MPB/Warner.
Em 1994, após sucessivas turnês e participações em festivais de música nos Estados Unidos, Europa e Canadá, o grupo regravou a canção "Dança do Ouro", para Deseo, álbum solo de Jon Anderson, vocalista da banda Yes. Nesse ano, a gravadora Green Linnet lançou "Dançando pelas sombras" no mercado internacional. 
No mesmo ano, o conjunto lançou "Song Boca", pela gravadora Velas. O disco, contemplado com o Prêmio Sharp, incluiu sucessos de sua carreira, além de um livro de partituras com arranjos vocais assinados por Maurício Maestro. 
No ano seguinte, após mais uma turnê, o quarteto gravou em Nova York o CD Americana, com a participação de Naná Vasconcelos e de músicos norte-americanos. O disco foi lançado pela gravadora Velas no Brasil e no exterior. 
Em 1998, o Boca Livre foi contemplado pela segunda vez com o Prêmio Sharp, como Melhor Grupo Brasileiro, com o CD comemorativo dos 20 anos de carreira Boca Livre convida, 20 anos. O disco contou com participação especial de Claudio Nucci e David Tygel, integrantes da formação original do grupo, além de Djavan, Chico Buarque, Gal Costa, Milton Nascimento, Beto Guedes, Erasmo Carlos, Frejat, Ricardo Silveira, Sérgio Dias e Paulinho Moska. Apresentou-se em temporada no Teatro Rival (RJ) e nas principais capitais do país, além de participar do Summer Stage Festival de Nova York (EUA), dividir o palco em Miami (EUA) com João Gilberto e apresentar-se no Panamá (Panamá) e Caracas (Venezuela). 
Em 2000, fez um espetáculo no Metropolitan (RJ), ao lado do conjunto 14 Bis. O show foi gravado ao vivo e lançado em CD. No final desse ano, Zé Renato desligou-se do grupo para dedicar-se exclusivamente à sua carreira solo, sendo substituído por Claudio Nucci, integrante da formação original do quarteto.
Em 2006, voltou a atuar com sua formação tradicional, integrada por Zé Renato, David Tygel, Lourenço Baeta e Maurício Maestro. Nesse ano, apresentou-se no Teatro Rival BR e no Canecão, no Rio de Janeiro. No repertório, "Trenzinho caipira” (Villa-Lobos e Ferreira Gullar), "Correnteza” (Tom Jobim e Luiz Bonfá), "Feito mistério” (Lourenço Baeta e Cacaso), "Caxangá” (Milton Nascimento e Fernando Brant), "Caravana” (Alceu Valença e Geraldo Azevedo), “Dança do ouro” (Lourenço Baeta e Zé Renato), “Al Outro Lado Del Rio” (Jorge Drexler), “Fazenda” (Nelson Angelo), "Mistérios” (Maurício Maestro e Joyce), "Eleonor Rigby” (Lennon e McCartney), "Não é céu” (Vitor Ramil), "Quando ela fala” (Carlos Lyra, sobre poema de Machado de Assis), "The first circle” (Lyle Mays e Pat Metheny), "“Desenredo” (Dori Caymmi e Paulo César Pinheiro), "Bicicleta” (Zé Renato), "Eu no futuro” (Lula Queiroga e Lulu Oliveira) e "Panis et circensis” (Caetano Veloso e Gilberto Gil), "Toada” (Zé Renato, Claudio Nucci e Juca Filho) e “Quem tem a viola” (Zé Renato, Claudio Nucci, Xico Chaves e Juca Filho), "Valsa de uma cidade” (Ismael Netto e Antônio Maria), “Diana” (Toninho Horta e Fernando Brant) e “Ponta de areia” (Milton Nascimento e Fernando Brant). O espetáculo apresentado no Teatro Rival BR contou com uma banda formada por João Carlos Coutinho (piano), Márcio Bahia (bateria), Marcelo Bernardes (sax e flauta) e Iura Ranevsky (violoncelo). No espetáculo do Canecão, Marcos Nimrichter assumiu o piano e o acordeom. O show contou ainda com a participação do ator Paulo José, que também assinou o roteiro.
Lançou, em 2007 o CD e o DVD "Boca Livre e ao vivo", em show no Canecão (RJ), com a participação de Roberta Sá, Rodrigo Maranhão, Renato Brás, Fred Martins e Marcelo Mariano, além do grupo MPB-4.
Em 2008, foi contemplado com o Prêmio Tim de Música, na categoria Melhor Grupo/MPB, pelo disco “Boca Livre ao vivo”.
Em 2013, lançaram o disco Amizade, que no ano seguinte rendeu-lhes a categoria banda de MPB do Prêmio da Música Brasileira. Em 2016, com o apoio financeiro do cantor panamenho Rubén Blades, gravaram um disco com canções do repertório de Blades, e atraíram atenção inusitada ao ver a Polícia Federal batizar uma ação como Operação Boca Livre.
Em 2021 , em meio à crise mundial do COVID-19 , o grupo ainda teve divergências internas que fez com seus integrantes decidissem pela suspensão das atividades artísticas, que se mantinham ininterruptas desde sua fundacão em 1978. 
Em 2023 , o Boca Livre foi agraciado com um Grammy de Melhor Álbum de Pop Latino com 'Pasieros' que foi gravado com o artista panamenho Rubén Blades em 2011, porém só lançado em 2022. Neste ano de 2023, o grupo conseguiu superar as divergências de 2021 e está de volta às atividades artísticas, com projetos de gravações de novas músicas e com uma crescente agenda nacional de shows.

## Formações
1978 - 1980

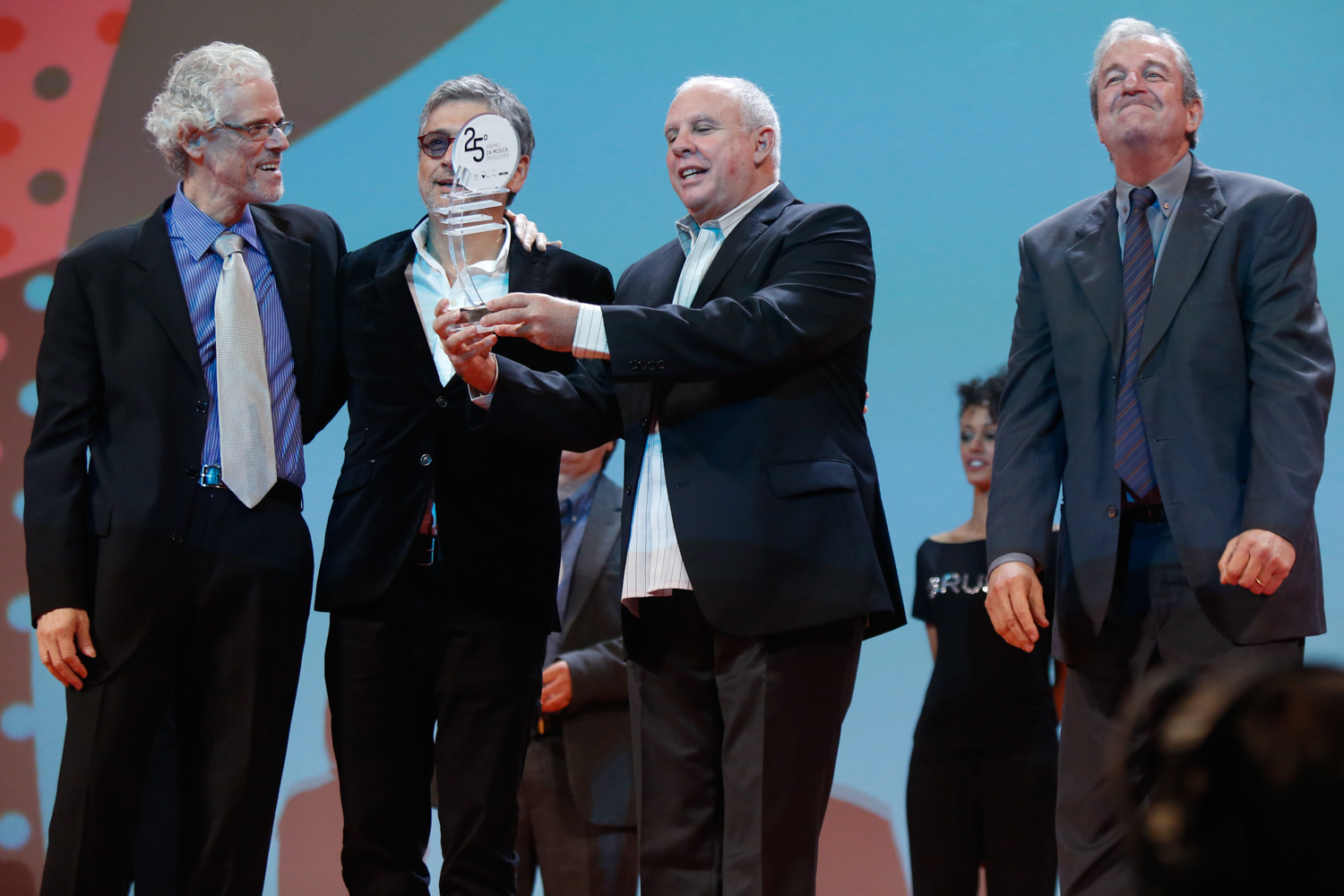
Boca Livre durante o 25º Premio da Musica Brasileira no Theatro Municipal.

- Maurício Maestro (contrabaixo, violão, arranjos e voz)
- Zé Renato (violão e voz)
- David Tygel (viola 10 cordas e voz)
- Claudio Nucci (violão e voz)

1980 - 1992
- Maurício Maestro (contrabaixo, violão, arranjos e voz)
- Zé Renato (violão e voz)
- David Tygel (viola 10 cordas e voz)
- Lourenço Baeta (violão, flauta, percussão, e voz)

1992 - 2000
- Maurício Maestro (contrabaixo, violão, arranjos e voz)
- Zé Renato (violão e voz)
- Lourenço Baeta (violão, flauta, percussão, e voz)
- Fernando Gamma (violão de 12 cordas e voz)

2000 - 2005
- Maurício Maestro (contrabaixo, violão, arranjos e voz)
- Lourenço Baeta (violão, flauta, percussão, e voz)
- Claudio Nucci  (violão e voz)
- Fernando Gamma (violão de 12 cordas e voz)

2006 - 2021
- Maurício Maestro (contrabaixo, violão, arranjos e voz)
- Zé Renato (violão e voz)
- David Tygel (viola 10 cordas e voz)
- Lourenço Baeta (violão, flauta, percussão, e voz)

2022
O grupo Boca Livre permaneceu inativo neste ano de 2022
2023 - atualmente
- Maurício Maestro (contrabaixo, violão, arranjos e voz)
- Zé Renato (violão e voz)
- David Tygel (viola 10 cordas e voz)
- Lourenço Baeta (violão, flauta, percussão, e voz)

## Discografia
Álbuns de estúdio
- Boca Livre (1979)
- Bicicleta (1980)
- Folia (1981)
- Boca Livre (1983)
- Dançando Pelas Sombras (1992)
- Americana (1996)
- Boca Livre 20 anos (1998)
- Nossos Cantos (2001)
- Amizade (2013)
- Viola de Bem Querer (2019)
- Pasieros (2022)

Álbuns ao vivo
- Boca Livre em Concerto (1989)
- Song Boca (1994)
- Boca Livre & 14 Bis (2000)
- Boca Livre E Ao Vivo (2007)

## DVD
- Boca Livre E Ao Vivo (2007)

## Participações
- Vital Lima & Hermínio Bello de Carvalho: Pastores da Noite (Música: Açaizeiro) (1978)
- Milton Nascimento: Clube da Esquina N°2 (Música: Mistérios) (1978)
- Edu Lobo: Camaleão (Música: Trenzinho do Caipira, Canudos, Sanha da Mandinga) (1978)
- Toninho Horta: Terra dos Pássaros (Música: Serenade) (1980)
- Teca Calazans & Ricardo Vilas: Povo Daqui (Musica: Velha Amizade) (1980)
- Alberto Rosenblit & Mario Adnet (Música: Penedo) (1980)
- Edu Lobo: Tempo Presente (Música: Rio das Pedras) (1980)
- Francisco Mario: Revolta dos Palhaços (Música: O Homem Mais Forte do Mundo) (1980)
- Guilherme Arantes: Coração Paulista (Música: Brasília) (1980)
- A Arca de Noé (Música: A Casa) (1980)
- Milton Nascimento: Sentinela (Música: Canção da América (Unencounter)) (1980)
- A Arca de Noé 2 (Música: O Ar(o vento) (1981)
- Cris & Cristina (Música: Tira-Gosto) (1981)
- Toquinho: Doce Vida (Música: Lembranças (Dedicado a Tenorio Jr.)) (1981)
- Quarteto em Cy: Caminhos Cruzados (Música: Borzeguim) (1981)
- Nana Caymmi: Mudança dos Ventos (Músicas: Estrela da Terra, Meu Bem Querer) (1981)
- Claudio Nucci (Músicas: Luz do Dia) (1981)
- Biafra: Despertar (Música: Três Palavras) (1981)
- Chico Lessa (Música: Me Pega, Me Larga) (1982)
- Gilberto Gil e Caetano Veloso: Romantico com (Música: Panis et Circenses) (1983)
- Rá-Tim-Bum (Tema: Rá-Tim-Bum) (1989)
- Quarteto em Cy: Claudio Santoro-Prelúdios e Canções de Amor (Musicas: Amor em Lágrimas, Acalanto da Rosa, Luar de Meu Bem) (1989)
- Joyce: Ao Vivo (Música: Monsieur Binot) (1989)
- Toninho Horta: Moonstone (Músicas: Yarabela, Spirit Land) (1989)
- Guinga: Delirio Carioca (Música: Visão de Cego) (1993)
- Joyce: Revendo Amigos (Música: Clareana) (1993)
- Jon Anderson: Deseo (Música: Dança do Ouro) (1994)
- Ivan Lins: Anjo de Mim (Música: Saudades de Casa) (1995)
- Fernando Gama (Música: Violas e Punhais) (1995)
- Ivan Lins: Viva a Noel Rosa (Música: Pierrot Apaixonado) (1997)
- Felipe Cordeiro: Outra Esquina (Música: Juba San, Outra Esquina) (2000)
- Mão Amiga (Música: Entre Nós, Planeta Água, Ponta de Areia) (2001)
- Zé Renato & Wagner Tiso: Memorial (Música: Amo-te Muito) (2002)
- Rubén Blades: Mundo (Músicas: The First Circle, Consideración(Oriente)) (2002)
- Ivan Lins: Acariocando (Música: Lua Sagrada) (2006)